# Mario Montessori
Mario Montesano Montessori (* 31. März 1898 in Rom; † 10. Februar 1982 in Amsterdam) war ein italienischer Autor und Reformpädagoge. Er setzte das reformpädagogische Werk seiner Mutter Maria Montessori fort.

## Leben
Mario Montessori wurde als unehelicher Sohn von Maria Montessori in Rom geboren. Sein Vater war der Psychiater Giuseppe Ferruccio Montesano (1868–1961), der in Italien als einer der Gründer der Kinderpsychologie und Neuropsychiatrie gilt. Maria Montessori verheimlichte Marios Geburt, gab ihn zu Pflegeeltern und besuchte ihn regelmäßig. Erst als die Pflegemutter starb, nahm sie ihren damals 14-jährigen Sohn zu sich. Auch dann noch verheimlichte sie ihm, dass er ihr leiblicher Sohn war, sondern gab ihn als ihren Neffen aus.
Als er 15 Jahre alt war, begleitete er Maria Montessori auf einer Reise nach San Francisco. Er war von den Vereinigten Staaten so begeistert, dass er entschied nicht zurückzukehren, als Maria Montessori nach dem plötzlichen Tod ihres Vaters die Heimreise antreten musste. In San Francisco heiratete er 1917 die Montessori-Ausbilderin Helen Christy. Zum Unterhalt des Paares trug unter anderem eine von ihm in Hollywood eröffnete Montessori-Schule bei, die auch von Kindern einiger Filmstars, wie Mary Pickford und Douglas Fairbanks, aufgesucht wurde. 1918 zog das junge Paar nach Spanien. In Barcelona teilten sie einen Haushalt mit Maria Montessori. In der katalanischen Hauptstadt kamen auch seine vier Kinder zur Welt, Marilena (1919–2009), Mario Jr. (1921–1993), Rolando (1925–1988) und Renilde (1929–2012). Die Ehe wurde 1936 geschieden; die Kinder blieben beim Vater. 1947 ging Mario eine zweite Ehe mit der Niederländerin Ada Pierson ein; diese Ehe blieb kinderlos.
Später studierte er Physik, Mathematik und Ingenieurwissenschaften an der Universität Rom. Nach seinem Studium begleitete er seine Mutter auf Reisen und unterstützte sie in ihren Bemühungen, die Bildung weltweit zu verbessern. Er widmete sich wie seine Mutter mit voller Leidenschaft dem Thema Bildung. So veröffentlichte er viele Schriften, die die Theorie und Praxis der Montessori-Methode erklären. Er war 1929 maßgeblich an der Gründung der Association Montessori Internationale (AMI) beteiligt. Die AMI fördert und standardisiert auch heute noch die Montessori-Bildung.
Nach dem Tod seiner Mutter 1952 führte er ihr Erbe fort. Bis zu seinem eigenen Tod in seiner Wahlheimat Amsterdam im Jahr 1982 engagierte er sich für die Weiterentwicklung und Verbreitung der Montessori-Methode.
Eines seiner bedeutendsten Werke ist De l’enfant à l’adolescent. Darin gibt er tiefe Einblicke in die Montessori-Methode in verschiedenen Altersstufen der Kinder.
Seine jüngste Tochter Renilde führte nach dem Tod ihres Vaters die AMI weiter.

## Schriften
- Erziehung zum Menschen. Montessori-Pädagogik heute. Aus dem Amerikan. übers. von Hans-Horst Henschen. Fischer, Frankfurt a. M. 1997. (Fischer Taschenbuch. 3069.) ISBN 978-3-596-23069-3